# Cappella

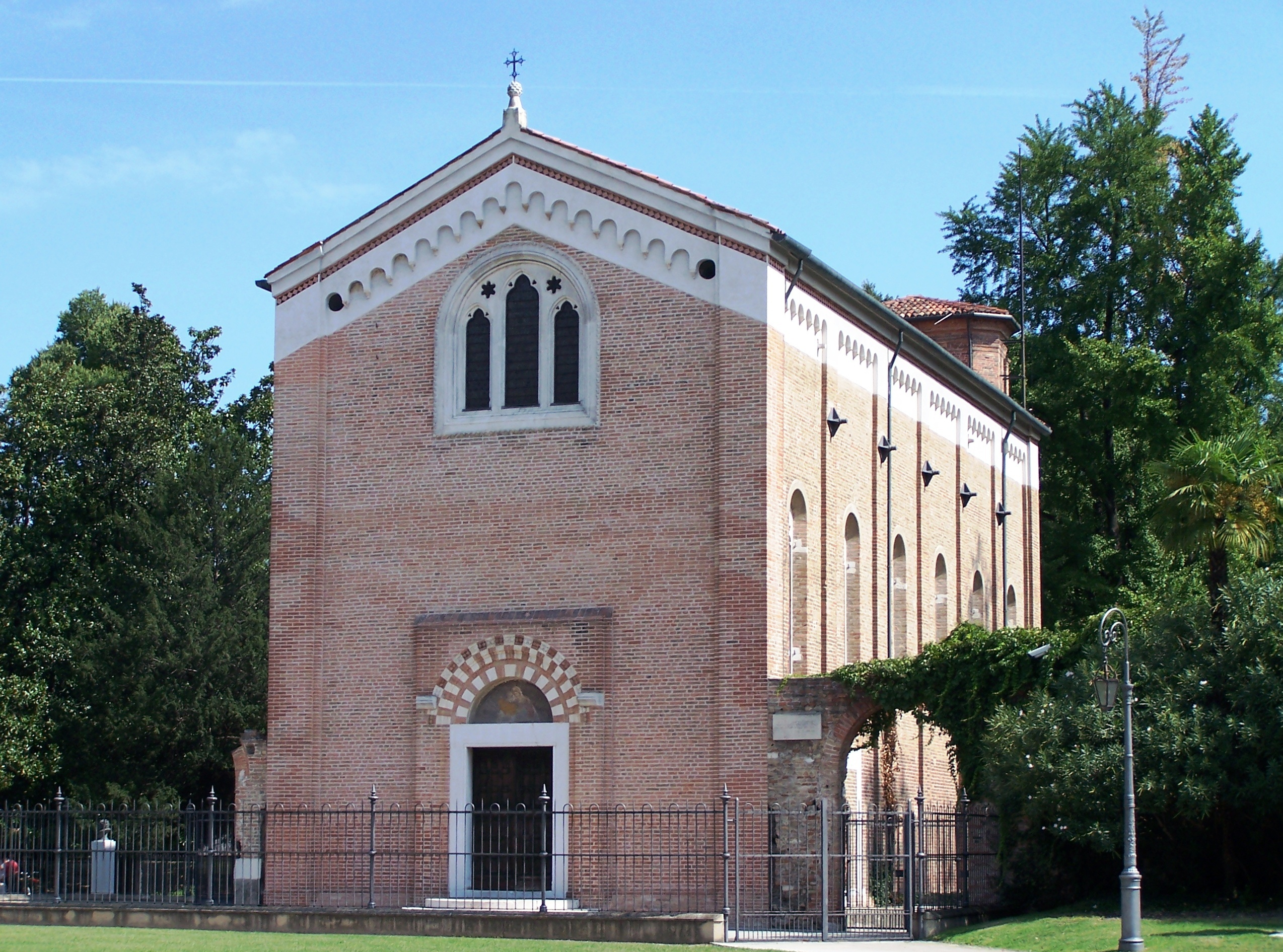
Padova: la cappella degli Scrovegni

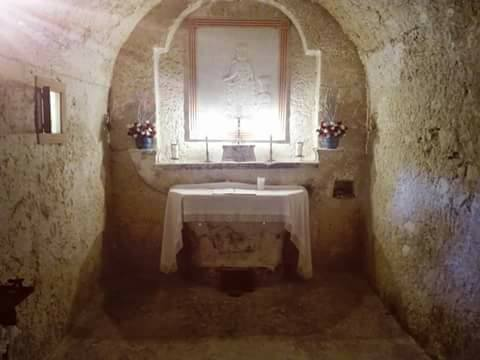
Piccola cappella rupestre del 1841 presso il santuario della Madonna del Carmine di Acquafondata (Frosinone)

La cappella è un edificio religioso, più o meno importante per forme e dimensioni, avente destinazione di culto e dotato generalmente di altare, funzionalmente ausiliario rispetto ad un maggiore e più complesso organismo architettonico, non necessariamente religioso; il termine indica anche un piccolo edificio di culto, a navata unica, adiacente a un altro edificio civile maggiore come ad esempio la cappella di una chiesa, di un convento, di un carcere o di un ospedale o anche di pertinenza di un palazzo o di una villa privata. Nel medioevo con cappella si indicava anche una chiesa di villaggio soggetta a una pieve.

## Etimologia
Secondo la tradizione, il termine cappella viene dalla chiesa di San Martino di Tours, nella quale era conservata come una reliquia la cappa di san Martino. L'uso è stato dato, per estensione, anche ad altri edifici di culto.

## Descrizione
Una cappella all'interno di una chiesa si apre in genere da una navata laterale ed è provvista di un proprio altare ed è dedicata al culto di un particolare santo.
Le cappelle laterali venivano spesso realizzate dopo la costruzione della chiesa, come ampliamento, e finanziate grazie alla donazione o al lascito di appartenenti a una famiglia dell'aristocrazia o della ricca borghesia. Il più delle volte era anche il sepolcreto familiare.  Negli esempi più importanti erano riccamente decorate dai maggiori artisti dell'epoca.
Dopo il Concilio vaticano II e le conseguenti disposizioni in merito all'architettura religiosa, le cappelle nell'architettura contemporanea hanno uno scopo prevalentemente funzionale.
Secondo il canone 1226 del codice di diritto canonico, "Col nome di cappella privata si intende il luogo destinato, su licenza dell'ordinario del luogo, al culto divino in favore di una o più persone fisiche". I successivi canoni prevedono che per celebrare la messa o altre funzioni religiose in una cappella privata, si richieda la licenza dell'ordinario del luogo e che "siano riservati unicamente al culto divino e liberi da ogni uso domestico".

## Cappellania
All'istituzione delle cappelle era in genere collegato un lascito per assicurare attraverso un beneficio a favore del cappellano, il culto divino. Alla famiglia concedente in genere veniva accordato il diritto di patronato. Venne perciò a radicarsi l'uso di chiamare "cappellania" le chiese diverse dalle parrocchiali.
In epoca contemporanea il termine è usato per indicare le cure pastorali in situazioni particolari come le cappellanie ospedaliere, militari o universitarie, oppure quelle destinate ai migranti.